# Petruskerk (Leens)
De Petruskerk is het grootste kerkgebouw van het dorp Leens in de Nederlandse gemeente Het Hogeland en is gelegen op een van de wierden waarop het dorp is gebouwd. In de middeleeuwse kerk zijn romaanse, romanogotische en gotische elementen terug te vinden.

## Geschiedenis
De huidige kerk zal niet de eerste kerk van Leens geweest zijn. De Ommelanden zijn gekerstend door Liudger, die later bisschop van Münster zou worden. Samen met Oost-Friesland vormden de Ommelanden het aartsdiakenaat Frisia. Dit werd onderverdeeld in dekenaten die hier proostdij werden genoemd. De proostdijen, waar Leens er een van was, gaan volgens de overlevering terug op de kerken die Liudger zelf gesticht zou hebben aan het einde van de achtste eeuw. De eerste kerk zal dan uit die periode dateren. Ook het patronaat duidt op een belangrijke positie als eerste kerk in de regio. De proostdij van Leens, die twaalf kerspelen omvatte, viel samen met het historische gebied de Marne.
De kerk werd gesticht in het begin van de 12e eeuw. Uit die periode dateert het schip, dat werd opgetrokken met tufsteen. Het dwarsschip en het koor dateren uit het begin van de 13e eeuw. De huidige herenbank, preekstoel en avondmaalstafel dateren uit de 17e eeuw. Bij de restauratie, die plaatsvond in 1948-1952, kreeg de kerk een deels nieuw interieur. 
In de kerk herinnert veel aan de familie Van Starkenborgh, die lang het collatierecht bezat om de pastoor c.q. de predikant te benoemen. Het familiewapen Van Starkenborgh, Clant, Gaykinga en Coenders is te vinden in het snijwerk van de overhuifde herenbank in de noordbeuk van de kerk. Na de verkoop van Verhildersum in 1822 verkreeg notaris mr. Hendrik van Bolhuis vanaf 1834 het collatierecht. Een iets minder sierlijke overhuifde herenbank in de zuidbeuk van de kerk herinnert aan Van Bolhuis. Na zijn overlijden in 1861 kwam het collatierecht in handen van de familie Frima tot het in 1922 werd afgeschaft.
De oorspronkelijke zadeldaktoren is in 1863 vervangen door een toren met een spits, waarbij een deel van de tufstenen fundering bewaard is gebleven. De vroegere toren staat afgebeeld op de avondmaalsbeker van Leens uit 1653.

## Orgels
De Petruskerk heeft een orgel van Albertus Antoni Hinsz uit 1734. Het heeft 27 registers, twee manualen en een vrij pedaal. Het houtsnijwerk en de beelden op de orgelkas zijn gemaakt door Theodorus van der Haven en Casper Struiwig.
In de loop der tijden zijn wijzigingen aangebracht door de orgelbouwers Geert Pieters Dik (1843-1844), Petrus van Oeckelen (1867) en Jan Doornbos (1922). In 1952 heeft Mense Ruiter het instrument hersteld. Bij de grote restauratie door de firma Van Vulpen in 1963-1968 kreeg het orgel weer de oorspronkelijke dispositie. Organist Anne Risselada heeft zich ingespannen voor dat orgel.
In de zomer worden wekelijks concerten op het Hinszorgel gegeven.
Er is ook een kleiner koororgel, dat in 1983 is vervaardigd door Mense Ruiter.

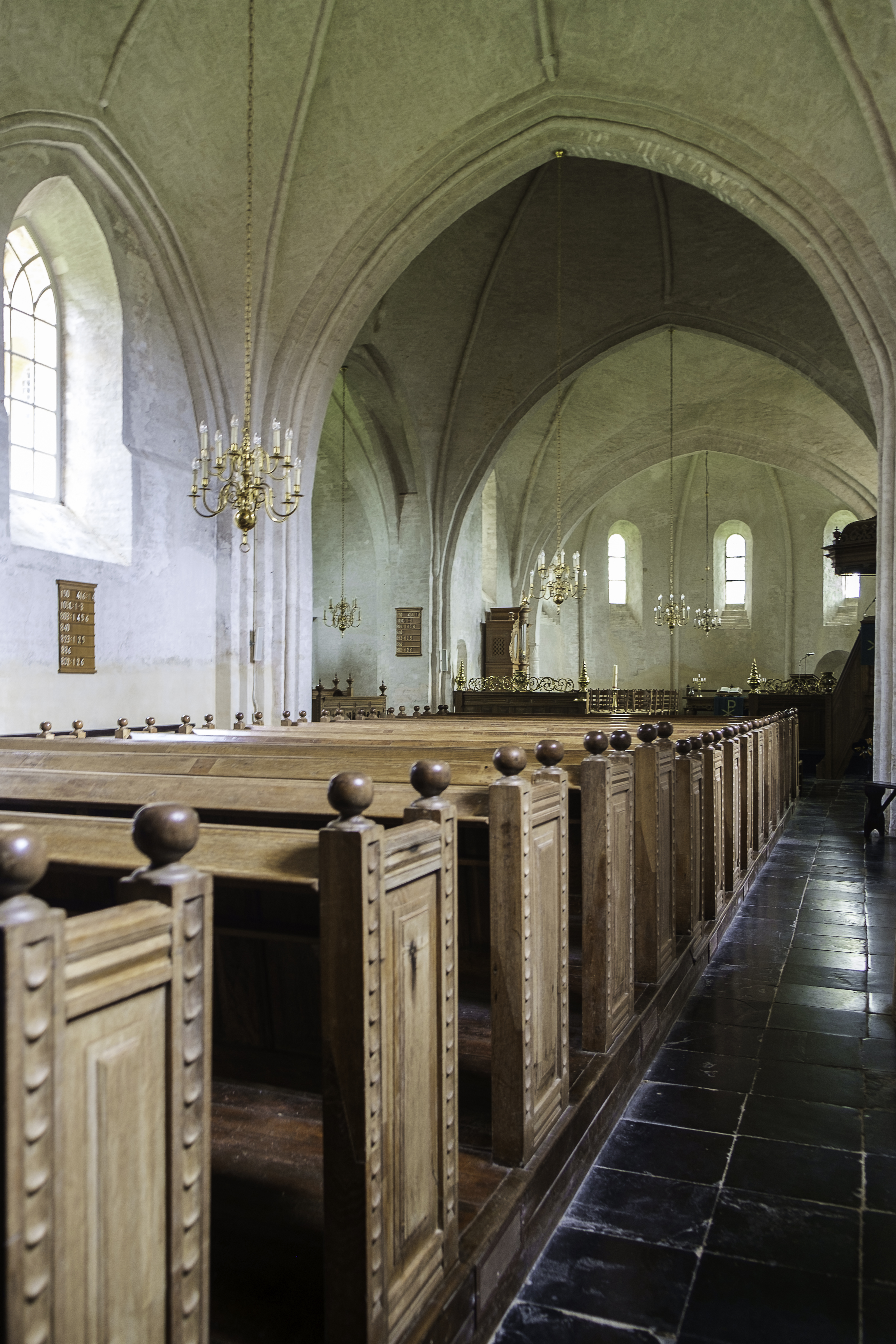
Interieur naar het oosten
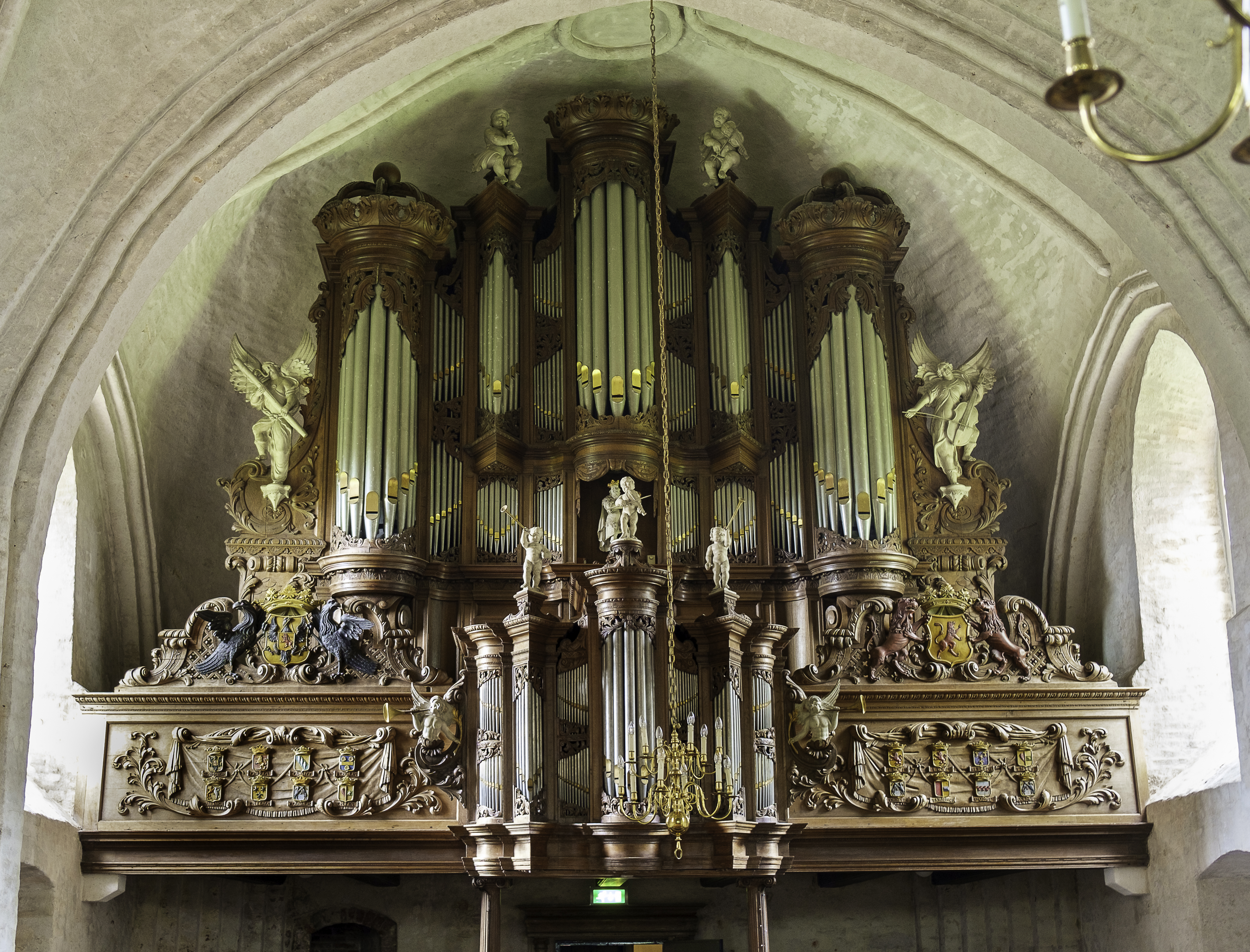
Het Hinszorgel uit 1733-1734. Detail wapenschilden links en rechts.
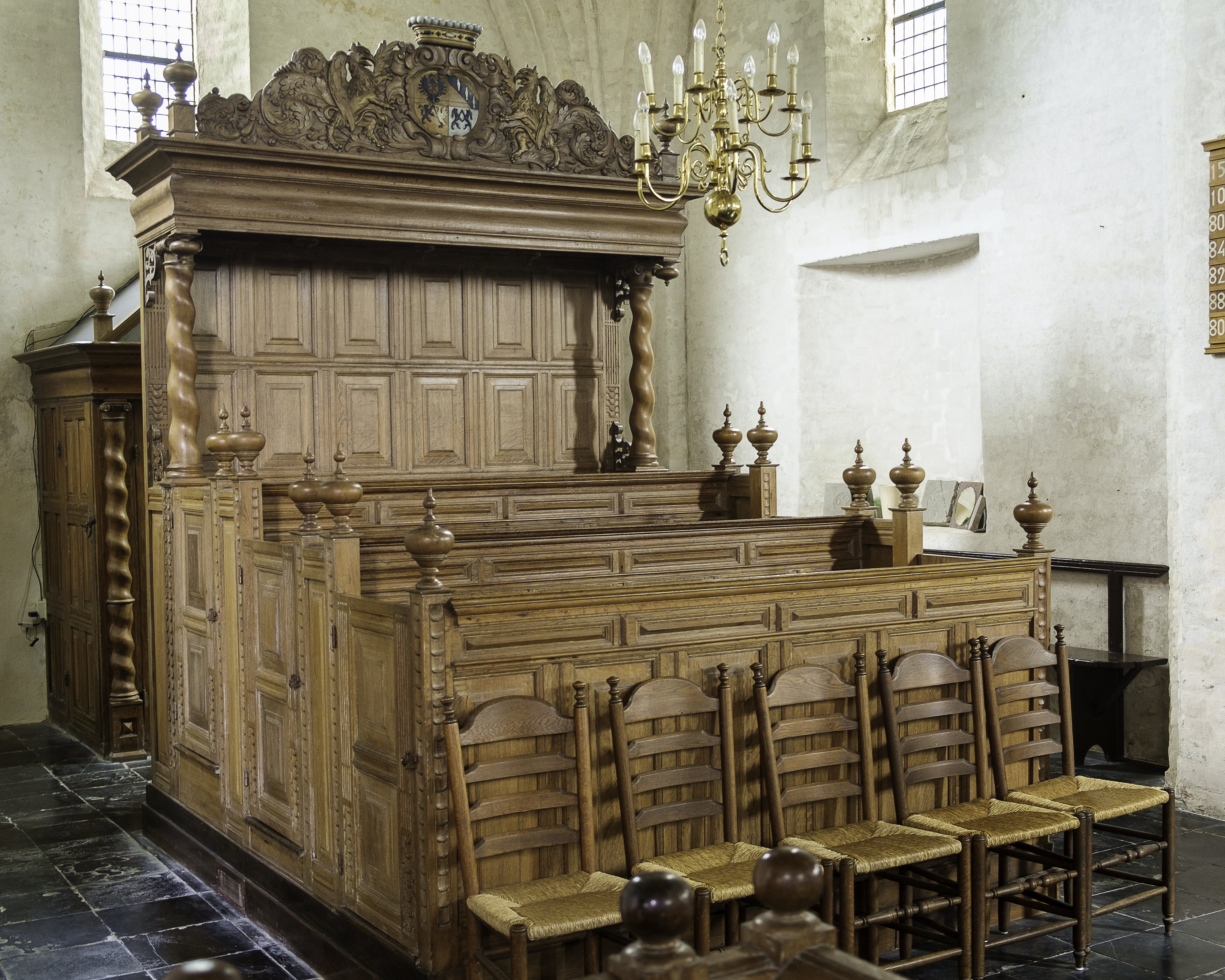
17e-eeuwse overhuifde herenbank met de familiewapens van Van Starkenborgh, Clant, Gaykinga en Coenders
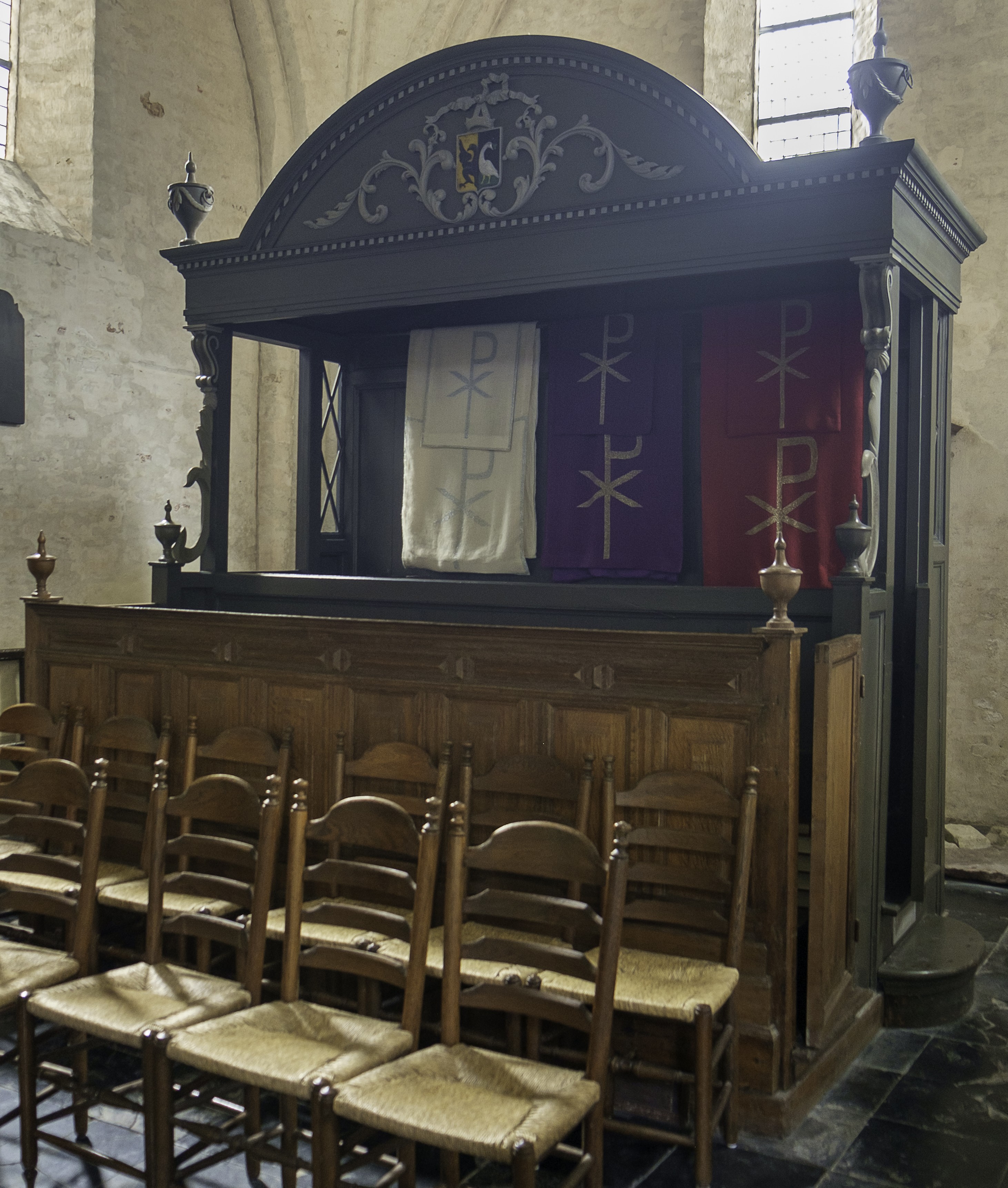
Herenbank van Van Bolhuis
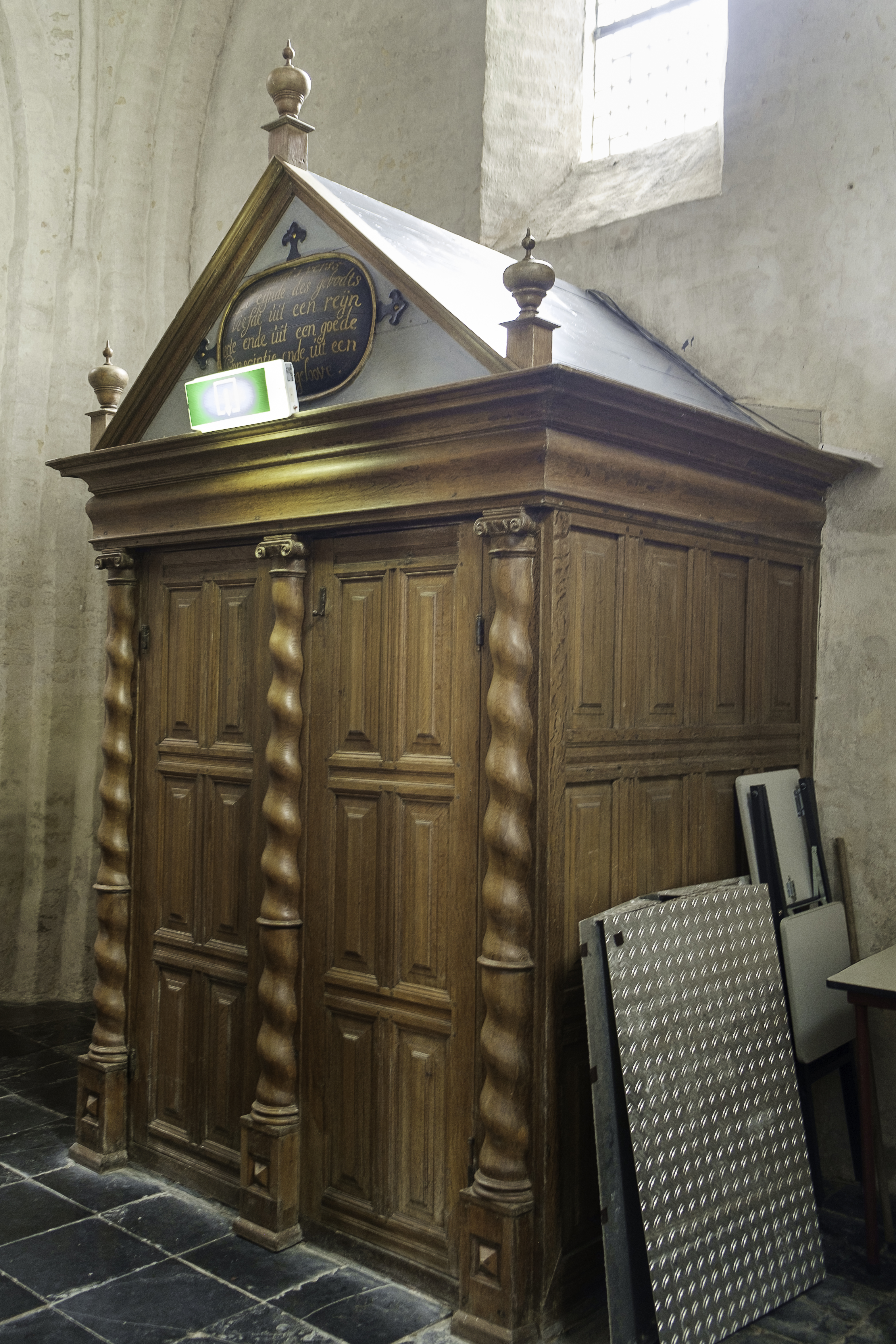
Tochtportaal uit 1650
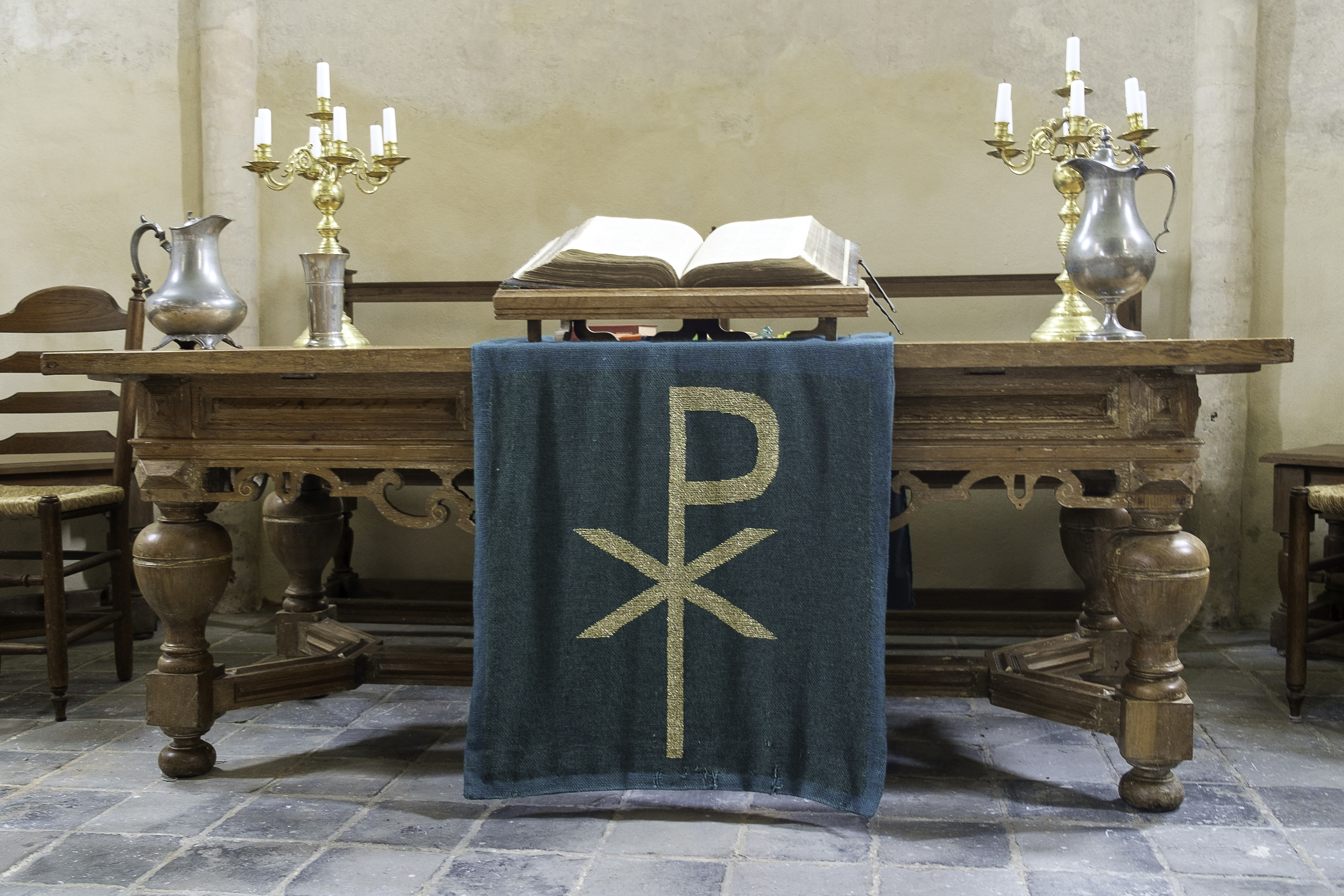
17e-eeuwse avondmaalstafel
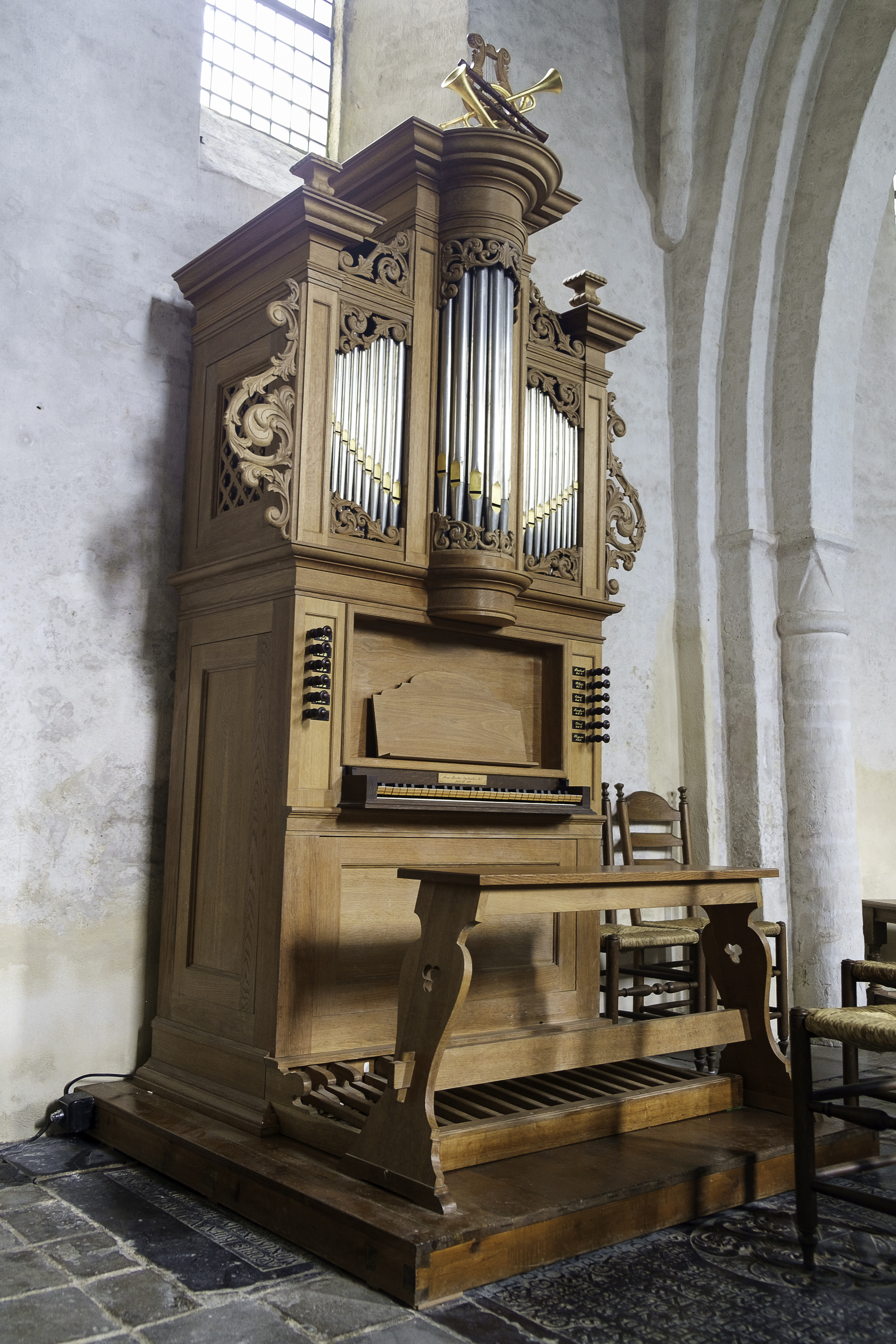
Koororgel Mense Ruiter
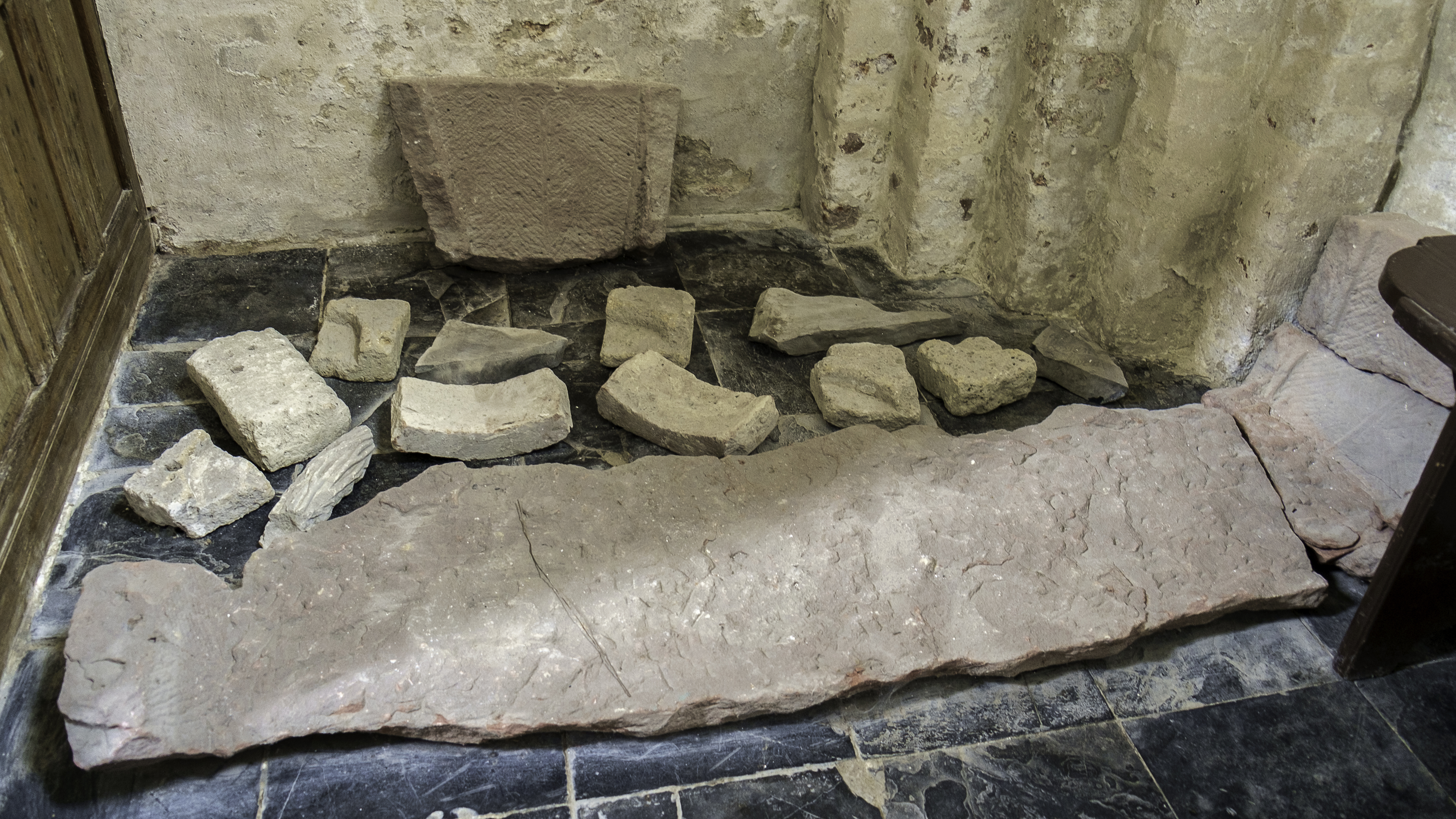
Restant oude sarcofaag

## Trivia
Groode klok van Lains

Stoulen, banken,

Stoulen, banken,

Zoo ludt groode klok van Lains,

Mor roupen heur ’k hom ook wel ains:

Banken, stoulen,

Wat n boulen!

Want hou haard dat hai ook ropt,

Er is hoast gaint dei noar kerk tou lopt.

[Boulen= een toestand; gaint = niet een]

Dit is een gedichtje van de in Leens geboren katholieke dichter Willem ten Berge van omstreeks 1926, waarin hij het tanende hervormde kerkelijke leven van die jaren typeert. De familie Ten Berge woonde vlak achter de kerk in een woning naast het Juffersgangetje.